# 2048
Rok 2048 (MMXLVIII) gregoriánského kalendáře začne ve středu 1. ledna a skončí ve čtvrtek 31. prosince.

## Předpokládané a naplánované události
- 29. února – Nastane první úplněk Měsíce v den, který v přestupném roce připadá na 29. únor
- Budou se konat Letní olympijské hry 2048
- Červen 2048 – Asteroid 2007 VK184 má šanci asi 1 ku 3000, že narazí do Země
- 12. června – 150. výročí první nezávislosti Filipín